# Nerocila munda
Nerocila munda är en kräftdjursart som beskrevs av Harger 1873. Nerocila munda ingår i släktet Nerocila och familjen Cymothoidae. Inga underarter finns listade i Catalogue of Life.